# Giancarlo Pagliarini
Giancarlo Pagliarini (ur. 23 kwietnia 1942 w Mediolanie) – włoski polityk i ekonomista, parlamentarzysta, w latach 1994–1995 minister budżetu.

## Życiorys
Ukończył studia z zakresu ekonomii i handlu na Katolickim Uniwersytecie Najświętszego Serca w Mediolanie. Pracował jako audytor w przedsiębiorstwie Arthur Andersen, później prowadził własną firmę konsultingową. Wykładał również na Università degli Studi di Parma. Był członkiem zarządu stowarzyszenia AIAF, zrzeszającego włoskich analityków finansowych.
Na początku lat 90. zaangażował się w działalność polityczną w ramach Ligi Północnej. W 1992 i 1994 z ramienia tego ugrupowania był wybierany w skład Senatu. Od maja 1994 do stycznia 1995 pełnił funkcję ministra budżetu w rządzie Silvia Berlusconiego. W latach 1996–2006 sprawował mandat posła do Izby Deputowanych XIII i XIV kadencji.
W połowie lat 90. został mianowany tzw. premierem Padanii, „regionu” promowanego przez Ligę Północną. W 1997 został radnym Mediolanu, ponownie wybrany do rady miejskiej w 2006. Rok później opuścił swoją dotychczasową partię. W 2011 bez powodzenia kandydował na urząd burmistrza z ramienia lokalnego ugrupowania.